# Kunsteisbahn Königssee
Koordinaten: 47° 35′ 19,2″ N, 12° 58′ 52,2″ O
Die Kunsteisbahn Königssee (Sponsorenbezeichnung 2014–2019: Deutsche Post Eisarena Königssee, seit 2019: LOTTO Bayern Eisarena Königssee) ist eine Kunsteisbahn für den Bob-, Rodel- und Skeleton-Sport am Königssee im Berchtesgadener Land. Sie war die erste Kunsteisbahn der Welt und weist auf einer Gesamtlänge von 1640 Metern 18 Kurven auf – darunter ein Kreisel mit einer über 360°-Kurve („Turbodrom“).
Die Bahn wurde in der Nacht vom 17. auf den 18. Juli 2021 durch Murgang beim Hochwasser in West- und Mitteleuropa 2021 schwer beschädigt, aktuell befindet sie sich im Wiederaufbau. Die Kosten hierfür liegen bei etwa 53 Millionen Euro. Im Januar 2022 konnte ein provisorischer Betrieb im unteren Teil der Bahn wieder aufgenommen werden.

## Geschichte

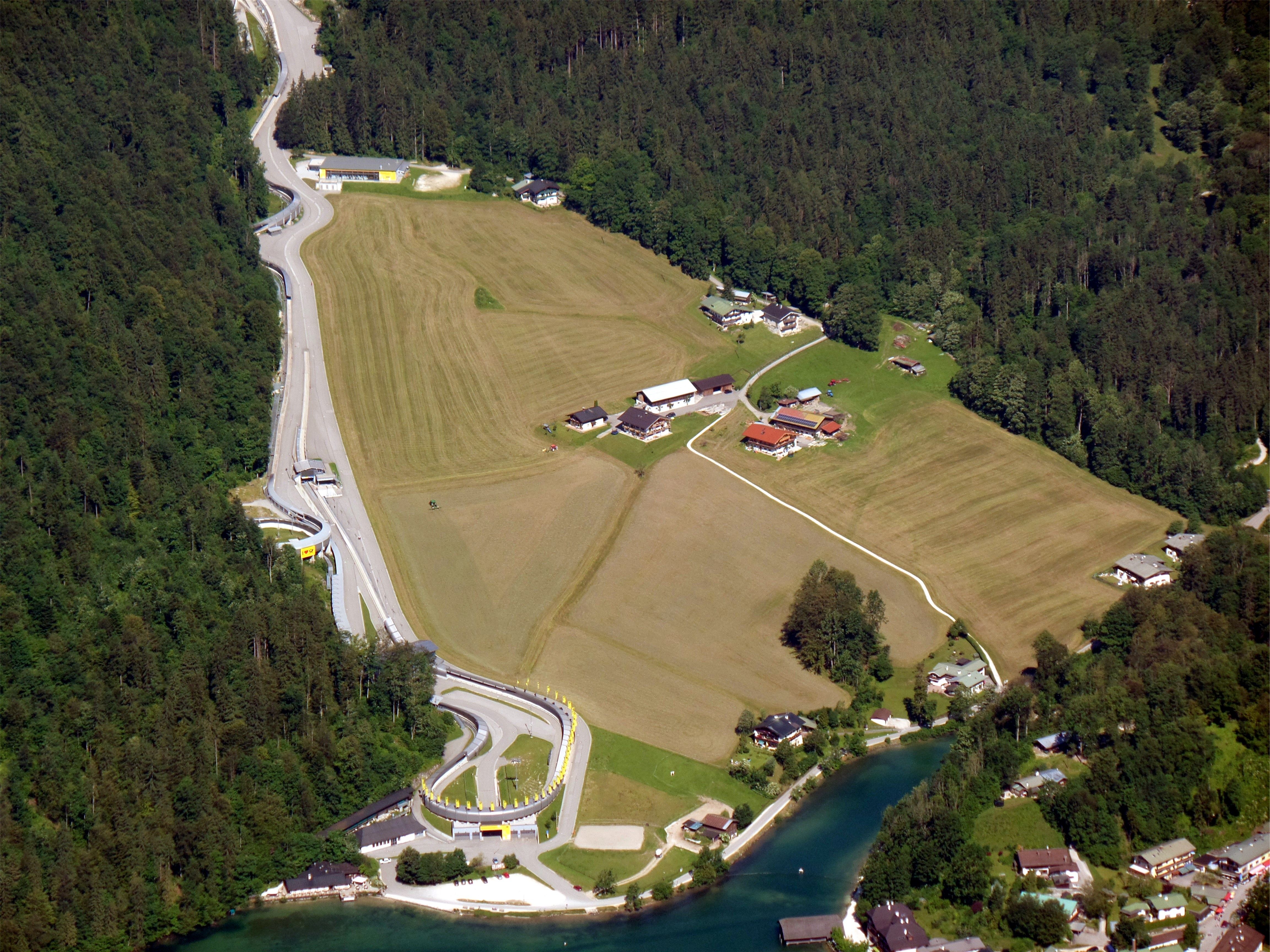
Blick vom Jenner auf die Eisarena Königssee

### Natureisbahn
Im Jahr 1959 begann der Bau der Rodelbahn. Der WSV Königssee hat die Bahn errichtet, gefördert durch den Fremdenverkehrsverband des Berchtesgadener Landes und unterstützt durch zahlreiche ehrenamtliche Helfer. Am 16. und 17. Januar 1960 wurde sie mit den Internationalen Süddeutschen Rennrodelmeisterschaften ihrer Bestimmung übergeben. In den folgenden Jahren wurden Bahn und Bahninfrastruktur laufend weiter ausgebaut und optimiert. Ab 1962 konnten auf der Bahn damit auch Zweierbobs starten. 1965 erhielt die Sportstätte den Status eines Bundesleistungszentrums Rennrodel.

### Kunsteisbahn
1968 wurde die Bahn auf Kunsteis umgestellt und war damit die erste Kunsteisbahn der Welt. Die Planung stammte vom Ingenieurbüro Deyle aus Stuttgart. Der erste Ausbau kostete rund 4,6 Mio. DM, die zu 80 Prozent vom Bund und 20 Prozent vom Freistaat Bayern bezahlt wurden. Die Bahn hatte eine Länge von 1114 m und insgesamt 16 Kurven. Auch die neue Kunsteisbahn wurde in die natürlichen Geländegegebenheiten integriert, sodass sie – abgesehen vom Kreisel – ohne Aufständerungen der Bahn auskommt. Die schattige Lage reduziert den Kühlenergiebedarf und sorgt für eine hohe Eisqualität.
Auf der Breitwiese in Berchtesgaden entstand das Mannschaftshaus des Bundesleistungszentrums Rennrodel, welches 1975 um eine Sporthalle erweitert wurde. Im selben Jahr erhielt die Bahn am Königssee die erste künstlich beeiste Anschubrampe der Welt. 1976 wurde die Bahn für den Vierbob ausgebaut. Auch in den folgenden Jahren wurde die Bahn laufend modernisiert. 2004 konnten die Sportler und Organisatoren ein neu gebautes Starthaus für Bob, Rodel-Damen, Doppelsitzer und Skeleton in Betrieb nehmen.
Zwischen dem 1. Februar 2010 und November 2010 erfolgte eine der größten Umbauaktionen der Bahn seit ihrem Bestehen. Neben einigen Funktionsbauwerken wurden der gesamte Startbereich bis hinunter zur Kurve 5, außerdem der komplette untere Bahnteil ab Kurve 15 über die Zielkurve bis zum Auslauf neu gebaut und den aktuellen Anforderungen der Reglements für den Bob- und Schlittensport angepasst.
Ab Oktober 2014 hatte die Kunsteisbahn Königssee den Sponsorennamen Deutsche Post Eisarena Königssee, seit dem 1. Juli 2019 lautet er LOTTO Bayern Eisarena Königssee.

### Murenschaden am 17. Juli 2021
Vom 17. auf den 18. Juli 2021 wurde die Kunsteisbahn schwer beschädigt. Im Rahmen des Hochwassers in West- und Mitteleuropa 2021, das in dieser Zeit in vielen europäischen Ländern teilweise zu schwersten Überschwemmungen führte und im Berchtesgadener Talkessel vor allem Teile der Gemeinden Bischofswiesen und Schönau am Königssee betraf, war auch der Klingerbach auf ein Vielfaches der üblichen Wassermenge angewachsen und hatte sich über einen großen Teil der Bahn ergossen und dabei große Mengen Geröll mit sich geführt. Betroffen waren vor allem das Starthaus der Bobfahrer und der obere Teil der Bahn selbst. Die weiteren Gebäude und die Ammoniakleitungen blieben unbeschädigt. BSD-Chef Thomas Schwab sprach von einem Schaden in „zweistelliger Millionenhöhe“. Unter anderen der bayerische Ministerpräsident Söder sowie der damalige Bundesfinanzminister und spätere Bundeskanzler Scholz haben ihre Unterstützung beim Wiederaufbau zugesagt. Das Bayerische Bauministerium hat inzwischen schriftlich bestätigt, dass für den Wiederaufbau der Kunsteisbahn die geschätzten Kosten von 53,5 Millionen Euro eingeplant sind. Der Kreistag hat am 22. Oktober 2021 in einem Grundsatzbeschluss seine Zustimmung für ein notwendiges geologisches Gutachten gegeben. Der Bob- und Schlittenverband strebt eine Teilöffnung in der Saison 2022/2023 an. Allein der örtliche Bund Naturschutz stemmt sich gegen den Beschluss der Kreisbürgervertretung und will die beschädigte Bahn als „Denkmal für die Wirkung von Naturgewalten“ so belassen.

### Provisorischer Trainingsbetrieb
Im Januar 2022 konnte der untere Teil der Bahn, vom Kreisel abwärts, mit natürlicher Kälte vereist werden. Dies erfolgte mit großer Unterstützung der Eltern von Nachwuchsrodlern. Dadurch ist bei entsprechenden Minustemperaturen ein provisorischer Trainingsbetrieb für Kinder möglich. Nutzer sind die örtlichen Rodelvereine WSV Königssee und RC Berchtesgaden aber auch die Vereine aus Schliersee und Bad Feilnbach.

### Wiederaufbau
Am 22. April 2024 haben die Arbeiten für den Wiederaufbau der Bob- und Rodelbahn mit dem Rückbau des Rodelstart Herren sowie der beschädigten Bahnsegmente bis Kurve 5 begonnen. Im Oktober 2024 startet die Bauphase von Geschiebedosiersperre, Ammoniak- und Fernleitungen sowie Anfang 2025 des Startgebäudes Bob. Nach derzeitigem Stand ist zum November 2025 die Wiedereröffnung der Kunsteisbahn am Königssee geplant und damit auch ab der Saison 2025/2026 die erneute Ausrichtung von Weltcups der FIL und IBSF. Zudem vergab die FIL am 15. Juni 2024 auf einem Kongress in Lake Placid die Austragung der Rodel-WM 2028 an die Bahn am Königssee. Am 11. Juli 2025 gab der Bob- und Schlittenverband für Deutschland bekannt, dass die Kunsteisbahn am Königssee wegen Defekten an der Kältemittelfernleitung in der Saison 2025/26 nicht für die Austragung von Wettbewerben zur Verfügung stehen werde und den Betrieb erst im November 2026 wieder aufnehmen solle. Die für die Saison 2025/26 geplanten Weltcupveranstaltungen der FIL und IBSF sowie die Skeleton-Juniorenweltmeisterschaften mussten daraufhin verlegt werden.

## Nutzung

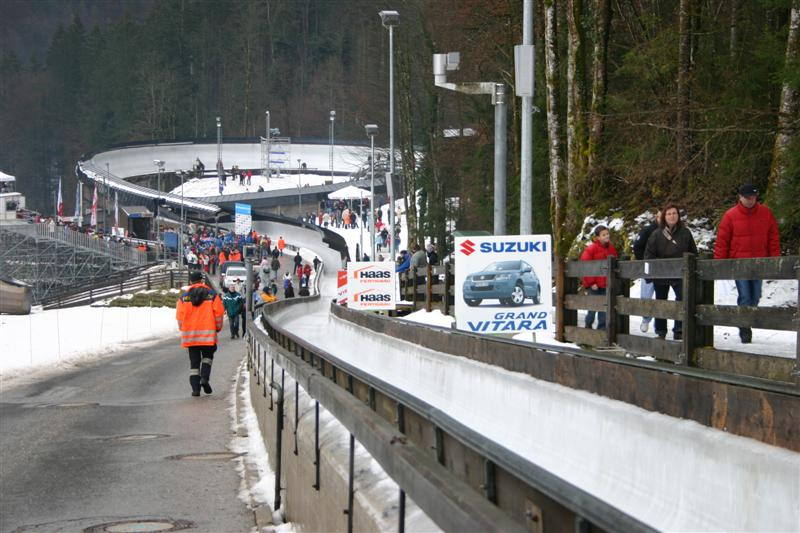
Detailansicht

### Überblick
Seit Bestehen der Bahn finden am Königssee u. a. regelmäßig Europameisterschaften, Weltcuprennen und Weltmeisterschaften statt. In diesem Zusammenhang wird die Bahn von nationalen und internationalen Mannschaften auch für Trainingsläufe genutzt.
Neben Spitzenereignissen des Leistungssports werden auf der Bahn Wettbewerbe und Trainingsläufe für den Schüler- und Nachwuchsbereich durchgeführt. Darüber hinaus wird auf ihr ein „Gästerodeln für jedermann“ sowie Abfahrten mit dem „Rennbobtaxi“ – einem regulären Rennbob – oder einem schlauchbootähnlichen Bobgefährt angeboten. Zudem können Vereine und Firmen die Bahn für interne Wettbewerbe buchen, wie 2012 und 2014 der Privatfernsehsender ProSieben für zwei seiner Wok-WMs.

### Europameisterschaften
- Rennrodel-Europameisterschaften: 1967, 1972, 1973, 1977, 1988, 1994
- Bob-Europameisterschaften: 1971, 1992, 1997, 2001, 2019
- Skeleton-Europameisterschaften: 1982, 2007

### Weltcuprennen
Alljährlich finden auf der Bahn Weltcuprennen im Rennrodeln und Bob- und Skeleton statt. Die Kunsteisbahn Königssee sowie dem Olympia Eiskanal Igls führte bis 2021 die Statistik als Bahnen mit der häufigsten Austragung von Rodel-Weltcuprennen an.

### Weltmeisterschaften
- Rennrodel-Weltmeisterschaften: 1969, 1970, 1974, 1979, 1999, 2016, 2021
- Bob-Weltmeisterschaften: 1979, 1986, 2004, 2011, 2017
- Skeleton-Weltmeisterschaften: 1990, 2004, 2011, 2017

### Olympiabewerbungen
Wäre es zu einer Vergabe der XVI. Olympischen Winterspiele 1992 an den Bewerberort Berchtesgaden, der XXII. Olympischen Winterspiele 2014 an den Kandidaten Salzburg oder der XXIII. Olympischen Winterspiele 2018 nach München gekommen, wäre die Kunsteisbahn Königssee jeweils als Austragungsstätte der olympischen Bob- und Rodelwettbewerbe vorgesehen gewesen.

## Rekorde

### Startrekorde
| Zweierbob Männer                                               | Viererbob Männer                                                                                   | Zweierbob Frauen                                                                            |
| -------------------------------------------------------------- | -------------------------------------------------------------------------------------------------- | ------------------------------------------------------------------------------------------- |
| 4,77 s – 22. November 2011 Oskars Melbārdis/Daumants Dreiškens | 4,73 s – 25. Februar 2017 LettlandOskars Melbārdis Daumants Dreiškens Arvis Vilkaste Jānis Strenga | 5,11 s – 18. Februar 2017 Elana Meyers Taylor/Kehri Jones Stephanie Schneider/Annika Drazek |

| Skeleton Männer                              | Skeleton Frauen                           | Rodel Männer                                | Rodel Frauen                                  | Rodel Doppelsitzer                                       |
| -------------------------------------------- | ----------------------------------------- | ------------------------------------------- | --------------------------------------------- | -------------------------------------------------------- |
| 4,53 s – 14. Januar 2016 Alexander Tretjakow | 4,83 s – 25. Februar 2017 Jelena Nikitina | 3,252 s – 21. November 2020 Johannes Ludwig | 2,946 s – 5. Januar 2011 Natalie Geisenberger | 2,809 s – 29. Februar 2020 Ludwig Rieder/Patrick Rastner |

### Bahnrekorde
| Zweierbob Männer                                               | Viererbob Männer                                                                                       | Zweierbob Frauen                                                |
| -------------------------------------------------------------- | --- | --------------------------------------------------------------- |
| 48,94 s – 19. Februar 2017 Francesco Friedrich/Thorsten Margis | 48,26 s – 25. Februar 2017 DeutschlandJohannes Lochner Matthias Kagerhuber Joshua Bluhm Christian Rasp | 50,28 s – 16. Januar 2015 Elana Meyers Taylor/Cherrelle Garrett |

| Skeleton Männer                        | Skeleton Frauen                        | Rodel Männer                          | Rodel Frauen                                   | Rodel Doppelsitzer                                  |
| -------------------------------------- | -------------------------------------- | ------------------------------------- | ---------------------------------------------- | --------------------------------------------------- |
| 49,98 s – 24. Januar 2020 Yun Sung-bin | 51,24 s – 24. Januar 2020 Tina Hermann | 48,803 s – 30. Januar 2021 Felix Loch | 50,202 s – 4. Januar 2014 Natalie Geisenberger | 49,311 s – 30. Januar 2016 Tobias Wendl/Tobias Arlt |

Rennrodeln
- Teamstaffel:  Deutschland Natalie Geisenberger, Felix Loch, Tobias Wendl/Tobias Arlt – 2:41,969 Minuten (29. Dezember 2015)
- Sprint Männer:  Felix Loch – 38,340 s (29. Januar 2021)
- Sprint Frauen:  Julia Taubitz – 39,101 s (29. Januar 2021)
- Sprint Doppelsitzer:  Tobias Wendl/Tobias Arlt – 39,032 s (29. Januar 2016)